# 길구봉구
길구봉구는 대한민국의 2인조 남성 그룹이다.

## 구성원
| 이름 | 소개 |
| ---- | --- |
| 길구 | - 본명: 강길구 - 출생일: 1983년 6월 20일(41세) - 출생지: 대한민국 - 포지션: 보컬 - 활동기간: 2013년 4월 1일 ~   |
| 봉구 | - 본명: 이봉구 - 생년월일: 1986년 8월 29일(38세) - 출생지: 대한민국 - 포지션: 보컬 - 활동기간: 2013년 4월 1일 ~ |

## 음반 목록
- 《미칠 것 같아》 (2013년)
- 《바람이 불었으면 좋겠어》 (2014년)
- 《뭘해도 예쁜걸》 (2014년)
- 《달아 (DalAh)》 (2014년)
- 《좋아 (Joa)》 (2015년)
- 《뱅 (Bang)》 (2015년)
- 《막 좋아》 (2016년)
- 《왜 이리》 (2016년)
- 《그래 사랑이었다》 (2017년)
- 《Star》 (2017년)
- 《다시, 우리》 (2018년)

### OST
- 《더 뮤지컬 OST Part 1》(2011년)
- 《옥탑방 왕세자 OST Part 3》(2012년)
  - 〈비춰줄께〉
- 《앙큼한 돌싱녀 OST Part 5》(2014년)
- 《트로트의 연인 OST Part 4》(2014년)
- 《마담 앙트완 OST Part 3》(2016년)
- 《봉순이 OST》(2016년)
- 《김과장 OST Part 4》(2017년)
- 《흑기사 OST Part 5》(2018년)
- 《크로스 OST Part 4》(2018년)
- 《슈츠 OST Part 6》(2018년)
- 《너도 인간이니? OST Part.6》(2018년)

### 참여 음반
- 《Big Mack - Respect (랩퍼 빅맥 추모앨범 2)》 (2010년)
  - 〈가슴이 울컥〉
- 《제이스타 - 뺏고 싶어》 (2014년)
  - 〈뺏고 싶어 (Feat. 길구봉구〉
- 《숙희 - 이별병》 (2014년)
  - 〈어제까지 (Feat. 길구봉구)〉
- 《유세윤 - 월세 유세윤 첫 번째 이야기》 (2015년)
  - 〈미안해요 늙어서 (With 길구봉구)〉
- 《미풍 - 변해가네》 (2015년)
  - 〈변해가네 (Feat. 길구봉구)〉

## 방송
- 2017년, 2018년 MBC 복면가왕
  - 물찬 강남제비 (50대 가왕) - 봉구
  - 달마도 너무 닮았네 달마대사 (참가자) - 길구